# Kaplan (Louisiana)
Kaplan ist eine Stadt im Vermilion Parish im Süden des US-amerikanischen Bundesstaates Louisiana. Das U.S. Census Bureau hat bei der Volkszählung 2020 eine Einwohnerzahl von 4352 ermittelt.

## Geschichte
Kaplan wurde 1902 gegründet. Abrom Kaplan, ein polnischer Einwanderer und Pionier der Reisindustrie, ist Namensgeber und Gründer. Damals sprach man dort Französisch da die meisten Einwohner Akadier waren. Die von Kaplan dort gegründete Reisindustrie entwickelte sich zu einer der erfolgreichsten in der Region, sie besaß und betrieb mehrere Standorte in Crowley, Abbeville, Gueydan, und einigen anderen Orten am westlichen Mississippi River. 1911 wurde das Eleazar Theater gebaut. 1916 wurde die Kaplan Telefongesellschaft gegründet. 1903 wurde die erste Schule gebaut, 1920 wurde sie generalüberholt. Von den damaligen Siedlern wurden Getreide, Baumwolle, Zuckerrohr, Erbsen, Wassermelonen und vor allem Reis angebaut.

## Geografie
Kaplan liegt 32 Kilometer südwestlich von Lafayette und 16 Kilometer westlich von Abbeville.

## Bevölkerung
Nach der Zählung von 2000 leben 5.177 Menschen in 2.069 Haushalten und 1.342 Familien in Kaplan. 25,8 % der Bevölkerung sind unter 18 Jahren alt, 9,4 % von 18 bis 24, 25,5 % von 25 bis zu 44, 19,5 % von 45 zu 64, und 19,7 % sind älter als 65 Jahre. Das Durchschnittsalter beträgt 37. Auf 100 Frauen kommen 86,8 Männer.

## Söhne und Töchter der Stadt
- Iron Eyes Cody (1904–1999), Schauspieler
- Sammy Kershaw (* 1958), Country-Sänger